# پرنسس کوچک (فیلم ۱۹۹۵)
پرنسس کوچک (انگلیسی: A Little Princess) فیلمی آمریکایی در سبک درام به کارگردانی آلفونسو کوارون است که در سال ۱۹۹۵ منتشر شد. این فیلم را در ایران با نام سارا کورو می‌شناسند.

## موضوع فیلم
دختری جوان بنام «سارا» که پدرش در هند مرده، مجبور به رفتن به یک مدرسه شبانه‌روزی می‌شود…

## بازیگران
- لیزل سیمونز در نقش «سارا کرو»، دختر کاپیتان کرو
- النور برون در نقش «خانم مینچین»
- لیام کانینگهام در نقش «کاپیتان کرو» و شاهزاده راما
- ونسا لی چستر در نقش «بکی»، خدمتکار خانم مینچین که در اتاق زیر شیروانی مدرسه زندگی می‌کند
- کمیلا بل در نقش «جِین»
- تیلور فرای در نقش «لاوینیا»
- وینسنت شیاولی در نقش «آقای بارو»
- ریچل بلا در نقش «بتسی»

## کتاب اصلی
این فیلم برگرفته از کتاب سارا کورو، شاهزاده کوچک اثر فرانسیس هاجسن برنت است.